# Загоряновка
Загоряновка (укр. Загорянівка) — село в Музыковской сельской общине Херсонского района Херсонской области Украины. По территории села протекает река Верёвочная.
Почтовый индекс — 75020. Телефонный код — 5547. Код КОАТУУ — 6520386703.

## Население
Население по переписи 2001 года составляло 437 человек.

### Языковой состав
Родной язык населения по данным переписи 2001 года:
| Язык       | Численность, чел. | Доля     |
| ---------- | ----------------- | -------- |
| Украинский | 407               | 93,14 %  |
| Русский    | 28                | 6,40 %   |
| Другое     | 2                 | 0,46 %   |
| Итого      | 437               | 100,00 % |

## Местный совет
75020, Херсонская обл., Белозёрский р-н, пос. Схидное, ул. Радянская, 19